# Mario Blejer
Mario J. Blejer (n. 11 de junio de 1948 en Córdoba) es un economista argentino y funcionario del Banco Central de la República Argentina, que ocupó la presidencia del mismo en el 2002, durante la presidencia de Eduardo Duhalde.

## Biografía

### Comienzos
Blejer nació en Córdoba, Argentina, en 1948. Se matriculó en la Universidad Hebrea de Jerusalén, y se graduó cum laude con grados en Economía e Historia judía en 1970, así como con una maestría en Economía por la misma institución, en 1972. 
En 1975 obtuvo un doctorado en economía de la Universidad de Chicago (1975), y se unió a la Universidad de Boston como miembro del Departamento de Economía como Profesor Asistente, donde permaneció hasta 1980.

### Fondo Monetario Internacional
Se incorporó al Fondo Monetario Internacional como consejero con respecto la tasa monetaria, cambiaria y la política fiscal en 1980, y enseñó brevemente en la Universidad George Washington y en el New York University Graduate School of Business. Dio conferencias en la Universidad Johns Hopkins de Estudios Internacionales Avanzados, entre 1986 y 1991, y fue designado por el Banco Mundial, Senior europeo y Centro Asesor de política asiática en 1992, sirviendo en esa capacidad durante uno de los años más difíciles del colapso de la Unión Soviética. Ha servido como miembro de la IMF Staff Papers dentro del consejo de redacción del mismo hasta 1996, y del European Journal of Political Economy, de 1997 a 2001.
Blejer también enseñó en la Universidad Central Europea en Budapest, desde 1996 hasta 2000, y contribuyó a una serie de publicaciones sobre política económica, especialmente de la American Economic Review, Journal of Political Economy, International Economic Review, The Economic Journal, Journal of Development Economics, Review of Economics and Statistics, Canadian Journal of Economics, Economic Development and Cultural Change.

### Presidente del Banco Central
En marzo de 2001 fue nombrado vicepresidente del Banco Central de Argentina por el presidente Fernando de la Rúa y por el que abandonó su cargo como Asesor Principal en el FMI, tras veintiún años en aquel organismo. 
A raíz de la renuncia de De la Rúa, en diciembre, y el de presidente del Banco Central Roque Maccarone, en enero, Blejer fue nombrado como el reemplazo de este último por el presidente Eduardo Duhalde, el 21 de enero de 2002. Blejer, quien asumió el cargo en la profundidad de la peor crisis locales desde el Pánico de 1890, fue nombrado no solo por la buena relación que disfrutaba con figuras internacionales como el presidente de la Reserva Federal estadounidense, Alan Greenspan; el secretario del Tesoro, Paul O'Neill y su adjunto, John B. Taylor, pero también porque se mantuvo entre los destacados economistas de la política argentina; además, había sido recomendado por el entonces ministro de Economía, Domingo Cavallo, y estaba cerca de diversos líderes como de la congresista de centro-izquierda Elisa Carrió, y del economista de centroderecha Ricardo López Murphy (estos dos últimos serían candidatos en las elecciones presidenciales de abril de 2003).
El nombramiento de Blejer el 21 de enero de 2002, fue en parte resultado de enlace de Maccarone al retiro impopular en cuenta los límites instituyó el mes de diciembre anterior, así como para apoyar de este último para una ley de bancarrota más liberal, la cual los bancos operantes en el país se opusieron. Un partidario de levantar los límites de retiro de dinero de los bancos (conocido como "corralito"), Blejer preparó un plan para lograrlo, sin embargo por el escaso dinero en los bancos y del "tesoro", los depositantes podrían retirar grandes cantidades solo por la aceptación de bonos como pago [cita requerida], en lugar de dinero en efectivo. En busca de garantizar su valor futuro, también se revivió un plan para la dolarización de la economía argentina (el primero en sugerir esta política fue el expresidente del Banco Central, Pedro Pou en 1999). Estas políticas se encontraron con la oposición del nuevo ministro de Economía de Duhalde, Roberto Lavagna, sin embargo, y el 21 de junio del mismo año, tras cinco meses en el cargo Blejer renunció.

### Asesor financiero
Se le ofreció, posteriormente, un puesto como asesor del Banco de Inglaterra, y en septiembre, de forma activa pidió el levantamiento completo del "corralito", que finalmente tuvo lugar en las etapas, desde diciembre de 2002 a marzo del año siguiente. En Londres, Blejer también se desempeñó como asesor del Programa de Economía Internacional en Chatham House, de 2004 a 2007, y fue nombrado Director del Centro de Estudios del Banco de Inglaterra.
En 2015, participó como asesor en materia económica junto con Miguel Bein en las elecciones presidenciales de ese año para Daniel Scioli, como probable Ministro de Economía en un eventual gobierno de Scioli.
En 2018, Israel lo postuló como posible Gobernador del Banco Central de Israel, el cargo principal de esa entidad, convirtiéndose en el único economista convocado a tres Bancos Centrales de diferentes países.